# Paracynorta confluens
Paracynorta confluens is een hooiwagen uit de familie Cosmetidae.